# Сардай (приток Чуса)

Сардай — река в России, протекает в Афанасьевском районе Кировской области. Устье реки находится в 23 км по левому берегу реки Чус. Длина реки составляет 11 км.
Исток реки на Верхнекамской возвышенности у нежилой деревни Суетово в 7 км к юго-востоку от села Бисерово. Генеральное направление течения — северо-восток. Всё течение проходит по ненаселённому лесу, протекает несколько покинутых деревень. Впадает в Чус в 11 км к северо-востоку от села Бисерово близ границы с Пермским краем.

## Данные водного реестра
По данным государственного водного реестра России относится к Камскому бассейновому округу, водохозяйственный участок реки — Кама от истока до водомерного поста у села Бондюг, речной подбассейн реки — бассейны притоков Камы до впадения Белой. Речной бассейн реки — Кама.
По данным геоинформационной системы водохозяйственного районирования территории РФ, подготовленной Федеральным агентством водных ресурсов:
- Код водного объекта в государственном водном реестре — 10010100112111100000504
- Код по гидрологической изученности (ГИ) — 111100050
- Код бассейна — 10.01.01.001
- Номер тома по ГИ — 11
- Выпуск по ГИ — 1